# La Flèche Wallonne Féminine 2016
19. edycja kobiecego wyścigu kolarskiego La Flèche Wallonne Féminine odbyła się 20 kwietnia 2016 roku w Belgii. Trasa wyścigu liczyła 137 km, zaczynając się i kończąc w mieście Huy. Wyścig wygrała po raz drugi z rzędu Holenderka Anna van der Breggen z zespołu Rabo Liv. Kolejne miejsca na podium zajęły Amerykanki Evelyn Stevens oraz Megan Guarnier.
La Flèche Wallonne Féminine był szóstym w sezonie wyścigiem cyklu UCI Women’s World Tour, będącym serią najbardziej prestiżowych zawodów kobiecego kolarstwa. Poza wyścigiem kobiecym tego samego dnia, lecz na dłuższej trasie zorganizowano również wyścig mężczyzn.

## Wyniki
| M-ce | Imię i nazwisko      | Kraj              | Drużyna            | Czas       |
| ---- | -------------------- | ----------------- | ------------------ | ---------- |
| 1.   | Anna van der Breggen | Holandia          | Rabo Liv           | 3h 50' 36" |
| 2.   | Evelyn Stevens       | Stany Zjednoczone | Boels Dolmans      | + 8"       |
| 3.   | Megan Guarnier       | Stany Zjednoczone | Boels Dolmans      | +22"       |
| 4.   | Katarzyna Niewiadoma | Polska            | Rabo Liv           | + 23"      |
| 5.   | Elisa Longo Borghini | Włochy            | Wiggle High5       | + 25"      |
| 6.   | Alena Amialiusik     | Białoruś          | Canyon–SRAM        | + 38"      |
| 7.   | Emma Johansson       | Szwecja           | Wiggle High5       | + 43"      |
| 8.   | Katrin Garfoot       | Australia         | Orica-AIS          | + 45"      |
| 9.   | Marianne Vos         | Holandia          | Rabo Liv           | + 48"      |
| 10.  | Jolanda Neff         | Szwajcaria        | Servetto Footon    | + 48"      |
|      |                      |                   |                    |            |
| 13.  | Małgorzata Jasińska  | Polska            | Alé Cipollini      | + 55"      |
| 20.  | Anna Plichta         | Polska            | BTC City Ljubljana | + 1' 09"   |
| 26.  | Eugenia Bujak        | Polska            | BTC City Ljubljana | + 1' 11"   |
| 50.  | Katarzyna Pawłowska  | Polska            | Boels Dolmans      | + 4' 16"   |